# Premi Ciutat de Barcelona
De Premi Ciutat de Barcelona (Prijs van de Stad Barcelona) is een reeks cultuurprijzen die sedert 1949 elk jaar door het stadsbestuur van Barcelona worden toegekend.
Het stadsbestuur wil daarmeer zijn erkenning en financiële steun betuigen aan werken die in Barcelona gecreëerd of geproduceerd zijn door individuele kunstenaars, groepen of organisaties die in de stad werkzaam zijn. Naast de eer en een som gelds krijgen de prijswinnaars ook een gedenkteken. Voor elke discipline wordt een jury met vijf leden samengesteld door de burgemeester, op voorstel van de Cultuurraad van de stad.
Tijdens de franquistische dictatuur werden de prijzen toegekend tijdens een plechtigheid op 26 januari, de verjaardag van de val van Barcelona in 1939 op het einde van de Spaanse Burgeroorlog, als een eerbetoon aan de overwinning van de troepen van generalisimo Francisco Franco. Na de Spaanse democratische overgang in 1979 werd de datum verlegd naar een minder controversiële wisselende dag in september.

## Categorieën
- Theater
- Dans
- Visuele kunst
- Audiovisuele kunst
- Muziek
- Vertaling naar het Catalaans
- Catalaanse literatuur in het Catalaans
- Spaanse literatuur
- Media
- Prijs Agustí Duran i Sanpere voor de geschiedenis van Barcelona
- Design, architectuur en stedenbouw
- Natuurwetenschappen
- Geesteswetenschappen
- Technologische innovatie
- Onderwijs
- Internationale promotie van de stad Barcelona

## Enkele laureaten
- 1969 José María Cervera Lloret, componist, voor zijn werk El Redentor
- 1970 José María Cervera Lloret, componist, voor Paisaje Levantino
- 1979 Joan Oliver i Sallarès, schrijver, voor zijn oeuvre
- 1980 Ricardo Bofill, architect, voor de transformatie van een oude fabriek
- 1987 Joan Brossa i Cuervo, voor zijn oeuvre
- 1997 Julià de Jòdar i Muñoz voor de roman L'àngel de la segona mort
- 1999 Màrius Serra i Roig voor de roman La vida normal
- 2005 Dolors Miquel, voor de dichtbundel AIOÇ
- 2014 Joan Carreras i Goicoechea, voor zijn roman uit 2013 Café Barcelona